# Грађански устав свештенства
Грађански устав свештенства (фр. Constitution civile du clergé) усвојен је 12. јула 1790. године током Француске револуције са циљем да се римокатоличка црква потчини француској држави и француској влади.

## Историја
Француска црква је и пре избијања Француске револуције и доношења Устава свештенства била подређена држави. Такозвани "Галикански чланци" из 1682. године говоре да француски краљ није био подложан црквеним законима и потврђују право владара да сазива црквене саборе. По избијању Револуције, нове власти нису ни у ком случају настојале да раскину са свештенством. Чак и најрадикалнији филозофи 18. века нису замишљали поредак у коме би црква била одвојена од државе. Међутим, сви су се слагали да привилегије цркве треба ограничити. У те сврхе је 1790. године донет Грађански устав свештенства. Пре доношења Устава, Француска револуција довела је до усвајања неколико закона који ограничавају власт цркве. На скупштини одржаној 11. августа 1789. године укинута је црквена десетина, постотак који је цркви припадао од земље или стада. Ово право црква је стекла још у средњем веку, декретима донетим током владавине Карла Великог, 779. и 794. године. Неколико месеци касније, 2. новембра, територије католичке цркве су национализоване. Црква је у периоду "старог режима" била највећи земљопоседник у Француској. Укупни приходи галиканске цркве процењују се на 120.000.000 ливри годишње. Последњи остаци црквених територија припали су држави 19. априла 1790. године. Овај датум означио је коначно одвајање цркве од државе. 
Француска влада је 1790. године била пред банкротом. Економска криза био је један од главних разлога због којих је краљ Луј и сазвао скупштину сталежа 1789. године. Црквени поседи чинили су 20 до 25% земљишта у Француској. Често се сматра да су се Грађанским уставом свештенства потврдиле реформе цркве спроведене од 1789. године. Устав је прихватио само део свештенства. Аристократија је одбијала да прихвати нови поредак. Спремао се грађански рат. 
Након Термидорске реакције, Национални конвент укинуо је Грађански устав свештенства. Раскол између грађанског свештенства и папства решен је тек 1801. године. Тада је између Наполеона Бонапарте и папе Пија VII потписан конкордат којим су решена спорна питања. 